# Motociklistična Velika nagrada Portugalske
Motociklistična Velika nagrada Portugalske je nekdanja motociklistična dirka svetovnega prvenstva, ki je potekala od sezone 1987 do sezone 2020.

## Zmagovalci
| Sezona | Dirkališče | 80 cm3         | 125 cm3/Moto3   | 250 cm3/Moto2    | 500 cm3/MotoGP   | Poročilo |
| ------ | ---------- | -------------- | --------------- | ---------------- | ---------------- | -------- |
| 2022   | Algarve    |                | Sergio García   | Joe Roberts      | Fabio Quartararo | Poročilo |
| 2021   | Algarve    |                | Pedro Acosta    | Raúl Fernández   | Fabio Quartararo | Poročilo |
| 2020   | Algarve    |                | Raúl Fernández  | Remy Gardner     | Miguel Oliveira  | Poročilo |
| 2012   | Estoril    |                | Sandro Cortese  | Marc Márquez     | Casey Stoner     | Poročilo |
| 2011   | Estoril    |                | Nicolás Terol   | Stefan Bradl     | Dani Pedrosa     | Poročilo |
| 2010   | Estoril    |                | Marc Márquez    | Stefan Bradl     | Jorge Lorenzo    | Poročilo |
| 2009   | Estoril    |                | Pol Espargaró   | Marco Simoncelli | Jorge Lorenzo    | Poročilo |
| 2008   | Estoril    |                | Simone Corsi    | Alvaro Bautista  | Jorge Lorenzo    | Poročilo |
| 2007   | Estoril    |                | Héctor Faubel   | Alvaro Bautista  | Valentino Rossi  | Poročilo |
| 2006   | Estoril    |                | Alvaro Bautista | Andrea Dovizioso | Toni Elias       | Poročilo |
| 2005   | Estoril    |                | Mika Kallio     | Casey Stoner     | Alex Barros      | Poročilo |
| 2004   | Estoril    |                | Hector Barbera  | Toni Elias       | Valentino Rossi  | Poročilo |
| 2003   | Estoril    |                | Pablo Nieto     | Toni Elias       | Valentino Rossi  | Poročilo |
| 2002   | Estoril    |                | Arnaud Vincent  | Fonsi Nieto      | Valentino Rossi  | Poročilo |
| 2001   | Estoril    |                | Manuel Poggiali | Daijiro Kato     | Valentino Rossi  | Poročilo |
| 2000   | Estoril    |                | Emilio Alzamora | Daijiro Kato     | Garry McCoy      | Poročilo |
| 1988   | Jarama     | Jorge Martinez |                 | Juan Garriga     | Eddie Lawson     | Poročilo |
| 1987   | Jerez      | Jorge Martinez | Paolo Casolo    | Anton Mang       | Eddie Lawson     | Poročilo |